# بني الشعبين (ردفان)

تعديل مصدري - تعديل

بني الشعبين هي إحدى قرى عزلة الحبيلين بمديرية ردفان التابعة لمحافظة لحج، بلغ تعداد سكانها 35 نسمة حسب تعداد اليمن لعام 2004.